# Grupul de la Marea Ross
     Călătoria lui Endurance
     Deriva lui Endurance 
     Deriva ghețurilor după ce Endurance se scufundă
     Călătoria lui James Caird
     Ruta transcontinentală planificată
     Călăoria  lui Aurora către Antarctica
     Deriva și întoarcerea lui Aurora
     Ruta depozitelor de pe uscat

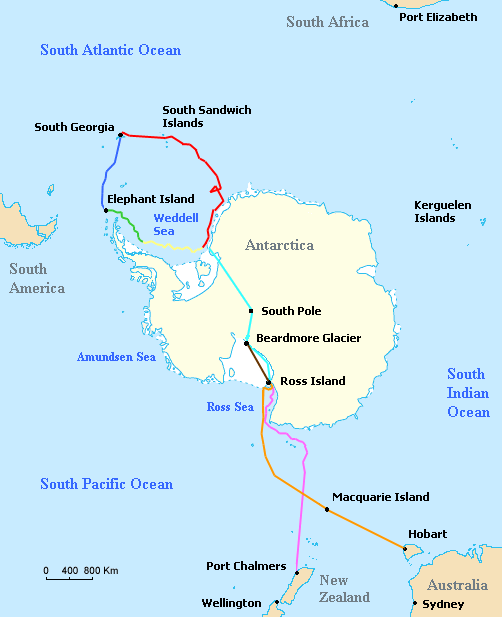
Harta traseelor parcurse de Endurance, James Caird și Aurora, ruta plasării depozitelor de pe uscat a grupului de la Marea Ross, și călătoria grupului lui Shackleton până la Marea Wedell din 1914-1915:
Călătoria lui Endurance
Deriva lui Endurance
Deriva ghețurilor după ce Endurance se scufundă
Călătoria lui James Caird
Ruta transcontinentală planificată
Călăoria lui Aurora către Antarctica
Deriva și întoarcerea lui Aurora
Ruta depozitelor de pe uscat

Grupul de la Marea Ross a fost o componentă a Expediției Imperiale Transantarctice condusă de Sir Ernest Shackleton între anii 1914-1917. Misiunea sa era să stabilească o serie de depozite de aprovizionare pe parcursul Ghețarului de Șelf Ross de la Marea Ross până la Ghețarul Beardmore, de-a lungul rutei polare stabilite de expedițiile antarctice anterioare. Grupul principal al expediției, sub comanda lui Shackleton, urma să debarce pe coasta opusă, înspre coasta Mării Wedell, trebuind să mărșăluiască pe continent prin Polul Sud până la Marea Ross. Cum acesta nu ar fi fost în stare să care destul combustibil și provizii, supraviețuirea lor depindea de depozitele lăsate de grupul de la Marea Ross, care i-ar fi ajutat să străbată ultimul sfert din drum.
Shackleton a pornit la drum din Londra pe nava sa, Endurance, îndreptându-se spre Marea Wedell, în august 1914. În acest timp, grupul de la Marea Ross s-a adunat în Australia, înainte de a pleca spre Marea Ross cu cea de a doua navă a expediției, Aurora. Probleme financiare și organizatorice le-au amânat plecarea până în decembrie 1914, fapt ce le-a redus din timpul alocat primului sezon de stabilire a posturilor de aprovizionare. După ce au ajuns, grupul s-a confruntat cu problema stăpânirii tehnicilor de călătorie arctică, pierzând astfel mai mulți câini de tras la sanie. O mare nenorocire s-a întâmplat atunci când Aurora, desprinsă de țărm din cauza unei rafale puternice de vânt de la începutul iernii polare, a lăsat grupul de pe țărm în voia sorții.
În ciuda acestor eșecuri, grupul de la Marea Ross a reușit să facă față certurilor dintre membri, vremii extreme, bolilor și pierderii a trei oameni, ducându-și misiunea la bun sfârșit în timpul celui de-al doilea sezon antarctic. Acest succes a fost însă fără urmări, deoarece grupul principal al lui Shackleton a fost incapabil să acosteze după ce Endurance a fost sfărâmată între ghețurile Mării Wedell. Ulterior, Shackleton și-a condus oamenii într-un loc sigur, dar astfel marșul transcontinental nu a mai avut loc, iar posturile de aprovizionare a grupului de la Marea Ross au fost inutile. El a rămas blocat până în ianuarie 1917, când Aurora, care a fost reparată și reamenajată în Noua Zeelandă, i-a salvat. Recunoașterea publică a eforturilor lor s-a făcut cu întârziere, dar în decursul timpului patru Medalii Albert au fost acordate membrilor expediției, două dintre ele post-mortem. Shackleton a relatat mai târziu că cine și-a dat viața „a făcut-o pentru țara lui ca și cum ar fi făcut-o în Franța sau în Flandra”.

## Context
După cucerirea Polului Sud de către Roald Amundsen în decembrie 1911, Shakelton, care-și dorise pentru el această realizare, a fost nevoit să-și regândească ambițiile sale polare. El credea că mai rămăsese „un singur mare obiectiv al expedițiilor antarctice - traversarea continentului polar sudic de la o mare la alta.” Bazându-și strategia sa pe planurile elaborate anterior de exploratorul scoțian William Spiers Bruce, Shackleton a decis să acosteze împreună cu grupul său cât mai aproape de pol, pe coasta Mării Wedell. Echipa destinată traversării continentului urma să mărșăluiască spre sud către Pol, înainte de a continua pe Podișul Polar, ca apoi să coboare pe Ghețarul Beardmore (pe care Shackleton l-a descoperit în 1909) ajungând la Ghețarul de șelf Ross. Ultima porțiune a traseului cuprindea traversarea ghețarului Ross (Marii Bariere de Gheață) până la golful McMurdo de pe coasta Mării Ross.
Shackleton a estimat că marșul se va face pe o distanță de 1.800 km, o distanță mult prea mare ca grupul său să care toate proviziile. În sprijinul expediției, un grup separat de la Marea Ross va acosta în Strâmtoarea McMurdo și va plasa o serie de posturi de aprovizionare pe cursul a 640 km, pe Ghețarul de șelf, pentru a ajuta echipa destinată traversării continentului să ajungă la bază. De asemenea, va face și cercetări științifice. Shackleton considera crearea acestor depozite ca fiind vitale pentru succesul întregii expediții, dar credea că aceasta nu prezintă nici o dificultate majoră în a fi executată. Vasului grupului secundar va fi Aurora, o navă recent folosită de Douglas Mawson în Expediția Antarctică Australiană.

## Personal

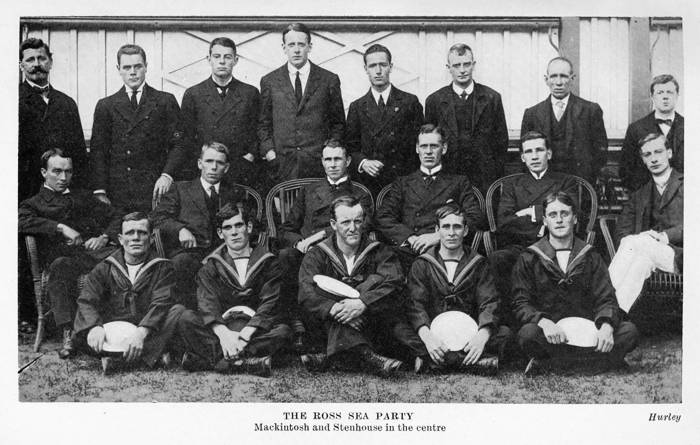
Membrii grupului de la Marea Ross. Pe rândul de sus, începând din stânga: Joyce, Hayward, Cope, Spencer-Smith. Pe rândul din mijloc: Mackintosh al treilea din stânga, Stenhouse al patrulea din stânga.

Pentru a conduce grupul, Shackleton l-a ales pe Aeneas Mackintosh, având o primă încercare de a convinge Amiralitatea să îi asigure un echipaj pentru nav. Mackintosh, ca Shackleton, era un fost ofițer al Marinei Comerciale, care a luat parte în Expediția Nimrod, până când a trebuit să fie dat afară din cauza unui accident care i-a provocat pierderea ochiului său drept. Alt veteran din Expediția Nimrod, Ernest Joyce, a cărui experiență a început cu Expediția Discovery, condusă de căpitanul Scott, a fost numit să răspundă de sănii și câini. Joyce a fost descris de biograful lui Shackleton, Ronald Huntford, ca „un amestec de falsitate, originalitate și abilitate”, dar serviciile sale în plasarea posturilor de aprovizionare în timpul Expediției Nimrod i-au atras atenția lui Shackleton. Ernest Wild, un maistru de marină din Marina Regală, a fost adăugat grupului, posibil prin insistența fratelui său mai mare, Frank Wild, care călătorea ca secundul lui Shackleton pe Endurance.
Unele dintre numirile în echipă au fost făcute mai degrabă în grabă, arătând timpul limitat pe care Shackleton îl aloca organizației preliminare. Joseph Stenhouse, un tânăr ofițer de la Compania de Navigație pe Aburi din India Britanică, a fost ales ca primul ofițer al Aurorei după ce a călătorit din Australia către Londra pentru a-și aranja un interviu cu Shackleton. Preotul Arnold Spencer-Smith, de la Biserica Episcopală Scoțiană, a devenit membru după ce un membru inițial al expediției a plecat, pentru a lua parte în Primul Război Mondial. Victor Hayward, un funcționar de finanțe din Londra cu o dorință de aventură, a fost recrutat pe baza faptului că  lucrase într-o fermă din Canada.
Deși scopul principal al grupului de la Marea Ross a fost să plaseze posturi de aprovizionare, planul lui Shackleton prevedea ca o echipă de cercetători să facă studii biologice, meteorologice și magnetice în regiune. Șeful echipei era Alexander Stevens, un geolog scoțian și fost student la teologie. John Cope, un absolvent al Cambridgeului de 21 de ani, era biologul echipei; un așa-zis student la medicină, mai târziu devenind chirurgul grupului. Alți doi oameni de știință au fost numiți în Australia, fizicianul Dick Richards (care s-a înscris pentru un salariu nominal de £1 pe zi) și chimistul industrial Keith Jack. Un văr australian al lui Spencer-Smith, Irvine Gaze, a fost luat ca și asistent general.

## Probleme în Australia
Mackintosh și restul grupului au ajuns în Sidney, Australia, în ultimele zile din octombrie 1914. Ei au fost șocați să descopere că Aurora nu era deloc într-o condiție bună pentru o călătoria antarctică, necesitând o revizie generală. În plus, Shackleton a înțeles greșit termenii sub care el a achiziționat vasul de la Mawson - nici măcar înregistrarea acesteia sub numele lui Shackleton nu a fost complet făcută. Mawson a recuperat multe dintre echipamentele și depozitele de pe navă; instrumente de navigație esențiale, dar și necesitățile de bază pentru echipaj, toate fiind nevoite să fie înlocuite. Pentru a agrava problema, Shackleton i-a restrâns bugetul lui Mackintosh de la  £2000 la £1000, așteptându-se ca el să depășească nevoile prin solicitarea proviziilor prin sponsorizare sau prin ipotecarea navei. Nu era niciun ban pentru a acoperi datoriile sau pentru a asigura condițiile de călătorie pe navă a grupului.
Shackleton era acum pregătit, la bordul lui Endurance, către Antartica. Suporterii acestei expediții, mai ales Edgeworth David, care a fost șeful cercetătorilor din Expediția Nimrod, erau îngrijorați de starea în care se afla grupul lui Mackintosh. Ei au contribuit prin strângerea de fonduri ce a susținut expediția, dar mulți membri inițiali au demisionat sau au abandonat călătoria. Unele dintre ultimele înlocuiri au fost făcute cu marinari nou veniți: Adrian Donelly, un inginer mecanic de locomotive fără experiență pe mare, numit ca și inginer secund, și Lionel Hooke, era un tânăr de 18 ani, începător cu studiul electricității.
În ciuda tuturor acestor dificultăți, progresul a fost suficient pentru ca Aurora să pornească din Sidney pe 15 decembrie 1914, cu destinația Hobart, unde ea a ajuns pe 20 decembrie pentru a se încărca cu proviziile finale și combustibil înainte de a se îndrepta spre sud. Pe 24 decembrie, cu 3 săptămâni mai devreme de data programată, Aurora a pornit în sfârșit înspre Antarctica, ajungând la Insula Ross pe 16 ianuarie 1915. Mackintosh a decis să stabilească o tabără pe țărmul de la Capul Evans, unde căpitanul Scott și-a concentrat activitatea în Expediția Terra Nova, 1910-1913, și să găsească un loc de acostare pentru iarnă.

## Primul sezon, 1914-1915

### Plasarea depozitelor, ianuarie-martie 1915
Crezând că Shackleton ar putea să încerce să traverseze continentul în acest sezon, Mackintosh a hotărât că primele două posturi trebuie amplasate fără întârziere, unul la 79° S lângă Minna Bluff, un reper proeminent de pe Ghețarul de șelf, și celălalt într-un punct mai sudic, la 80° S. Aceste posturi, în viziunea sa, erau cel mai mic lucru care l-ar fi ținut pe Shackleton și pe grupul său pe durata traversării. Întârzierea cu care Aurora a ajuns în Antarctica nu a permis câinilor sau oamenilor mai puțin antrenați să se aclimatizeze, acest lucru ducând la diferențe a deciderii a modului de a continua. Ernest Joyce, cel mai puțin obișnuit cu vremea rece din Antarctica, a dorit să amâne plecarea cu o săptămână. Joyce a spus că Shackleton i-a oferit dreptul de a organiza activitățile cu săniile și câinii, contrar de ce știa Mackintosh, mai târziu această contrazicere fiind demonstrată din multe motive.
Totul fiind gata, pe 24 ianuarie 1915 primul din cele trei grupuri pleacă înspre Ghețarul de șelf, celelalte urmându-l a doua zi, Joyce și Mackintosh având o inevitabilă dispută în privința folosirii câinilor. Joyce voia ca aceștia să nu fie duși mai departe de Minna Bluff, dar insistența și graba lui Mackintosh a făcut ca ei să fie folosiți până când au ajuns la 80° S. O întârziere ulterioară a fost cauzată de încercarea de a căra proviziile cu tractorul. Deși, în final, postul de aprovizionare de la Minna Bluff și cel de la 80° S au fost amplasate, operațiunea nu a fost scutită de probleme. Nu toate proviziile au fost amplasate în acestea, din cauza problemei cauzate de transportul cu tractorul, iar din cauza vremii, cei 10 câini au murit la întoarcere. Până când toate grupurile s-au reunit la Punctul Cabanei pe 25 martie, oamenii erau epuizați și degerați de frig, aceștia pierzându-și încrederea în Mackintosh. Condiția gheții din Strâmtoarea McMurdo a făcut întoarcerea la Capul Evans imposibilă, iar grupul a fost blocat până pe 1 iunie, înfruntând condiții dure, și bazându-se pe carnea de focă pentru a supraviețui.
Mai târziu a fost demonstrat că acest sezon, cu toate dificultățile și încercările lui, nu a fost necesar. Shackleton a stabilit, într-o scrisoare trimisă din Georgia de Sud pe 5 decembrie 1914 (data când Endurance a părăsit Georgia de Sud îndreptându-se spre Marea Wedell) pentru Ernest Perris de la Daily Chronicle, că el „nu avea nicio șansă de traversare în acel sezon”. Mackintosh urma să fie anunțat de aceasta, dar „telegrama nu a fost niciodată trmisă”.

### PierdereaAurorei

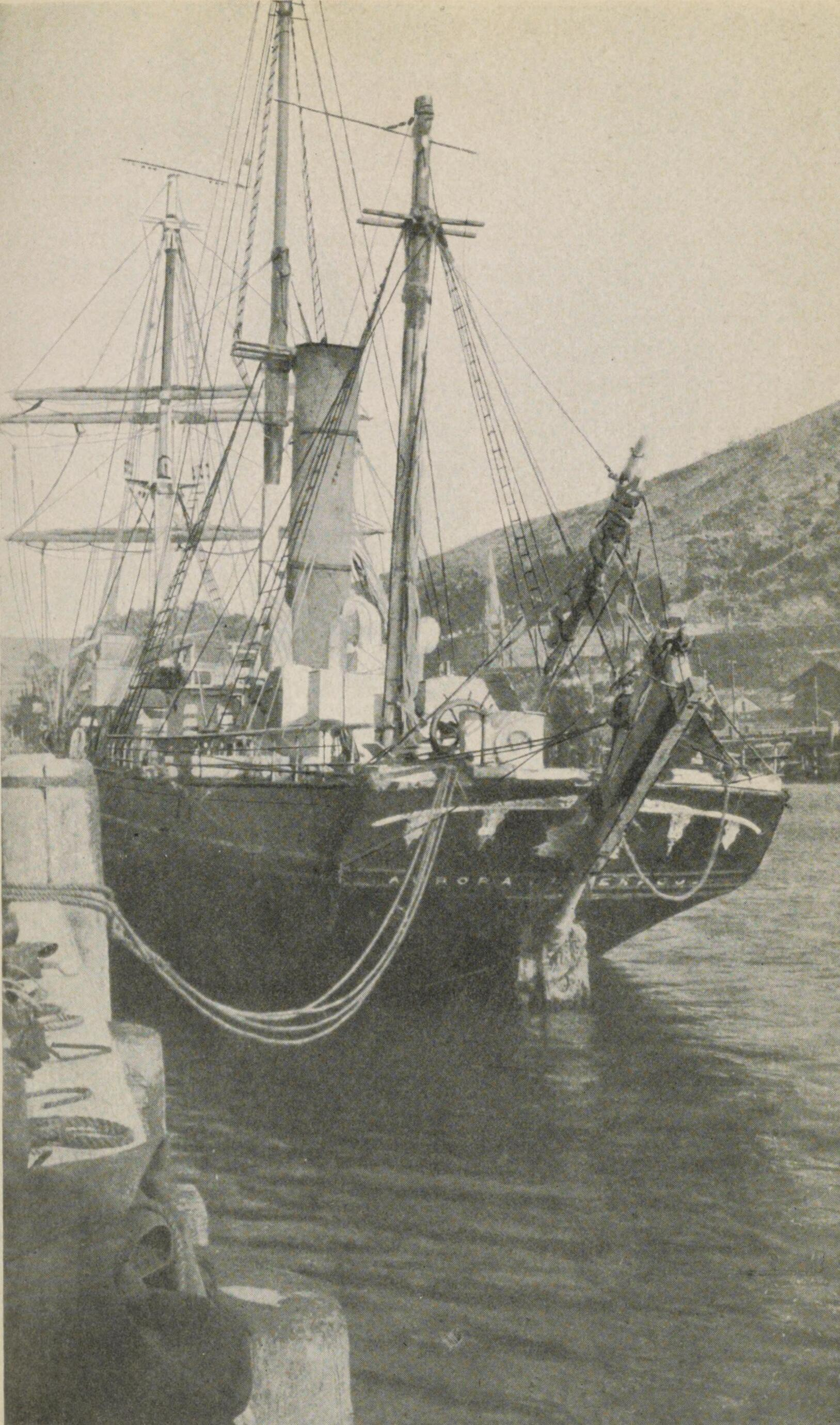
Aurora, fotografiată în Noua Zeelandă după derivă

După ce Mackintosh a plecat cu restul grupurilor pe 25 decembrie 1915, el l-a lăsat pe primul ofițer Joseph Stenhouse să aibă grijă de Aurora. Principala sarcină a lui Stenhouse era să găsească un loc de ancorare pentru iarnă, în concordanță cu instrucțiunile date de Shackleton care spuneau să nu ancoreze mai departe de Ghețarul Erebus, un masiv de gheață situat între Punctul Cabanei și Capul Evans. Căutarea s-a dovedit a fi un proces lung și chinuitor. Stenhouse s-a învârtit de mai multe ori în strâmtoare înainte de a decide să ancoreze în apropierea Capului Evans. După o vizită finală la Punctul Cabanei, pentru a aduce cu el 4 oameni ce s-au întors mai devreme din grupurile de amplasare a posturilor, a adus nava la Capul Evans, unde a lăsat-o să fie înghețată în apă, bine țintuită de ancore și funii.
În noaptea de 7 mai o furtună cumplită s-a dezlănțuit, desprinzând Aurora din gheață și ducând-o înspre mare, într-un bloc de gheață uriaș. Mai multe încercări de a contacta grupul de pe țărm prin wireless au eșuat. Prinsă bine, și cu motoarele nefuncționale, Aurora a intrat într-o derivă înspre nord, îndepărtându-se de Capul Evans, trecând prin Strâmtoarea McMurdo, ajungând în Marea Ross și eventual în Oceanul Antarctic. Zece oameni au fost lăsați abandonați pe țărm, la Capul Evans. Aurora  a fost în final eliberată din gheață pe 12 februarie 1916, începând să călătorească spre Noua Zeelandă, ajungând acolo pe 2 aprilie.

### Improvizația
Deoarece Mackintosh a decis să folosească Aurora ca și spațiul de locuit al oamenilor, aici se afla mâncarea, echipamentul, lucrurile personale și combustibilul, lucruri ce au fost separate de ei cât Aurora a fost în derivă. Deși posturile de aprovizionare pentru Shackleton erau amplasate, cei zece oameni rămași părăsiți nu aveau decât „hainele de pe spatele lor”. Fără să știe unde era nava, sau când se va întoarce, aceștia depindeau de ambiția lor de a supraviețui și de perseverența de a nu dispera.
Mackintosh și-a rezumat situația astfel: „Trebuie să ne înfruntăm gândul că vom sta aici, fără ajutor, timp de doi ani. Nu ne putem baza pe alte lucruri în acest timp înafară de ce avem, așa că trebuie să le economisim și să ne descurcăm cu ceea ce găsim și facem”. Primul lor recurs a fost la mâncarea și echipamentul lăsate în urmă de expedițiile precedente a lui Scott și Shackleton. Acestea constatau într-un surplus de material textil, din care s-au făcut haine și încălțări. Mâncarea a fost, în general, carne de focă, iar combustibilul, grăsime de focă. Mai multe haine din colecția nouă  "Joyce's Famous Tailoring Shop" (Magazinul Faimos de Croitorie al lui Joyce) au fost făcute din pânza unui cort al căpitanului Scott. Chiar și o firmă de tutun - „Hut Point Mixture” (Amestecul Punctului Cabanei) - a fost inventată de Ernest Wild, acesta fiind făcut din rumeguș, ceai, cafea și puține plante uscate. Astfel, grupul s-a pregătit pentru al doilea sezon de amplasare a posturilor de aprovizionare. În ultima zi de august, Mackintosh a relatat în jurnal că munca a fost gata în iarnă, și scriind că „Mâine începem la Punctul Cabanei”.

## Al doilea sezon, 1915-1916

### Călătorie spre Muntele Speranței
Al doilea  sezon de amplasare a posturilor de aprovizionare a fost plănuit să fie efectuat în trei etape. În primul rând, toate cele trei rânduri de provizii - 1.700 kg în total - se vor transfera de la Capul Evans la Punctul Cabanei. Acestea vor fi transportate într-un depozit de la Minna Bluff. În final, se va face o călătorie înspre sud, pentru a mări postul de la 80° și pentru a face altele noi la 81°, 82° și 83° S, iar în final la Muntele Speranței, în apropierea Ghețarului Beardmore, la 83° 40' S.

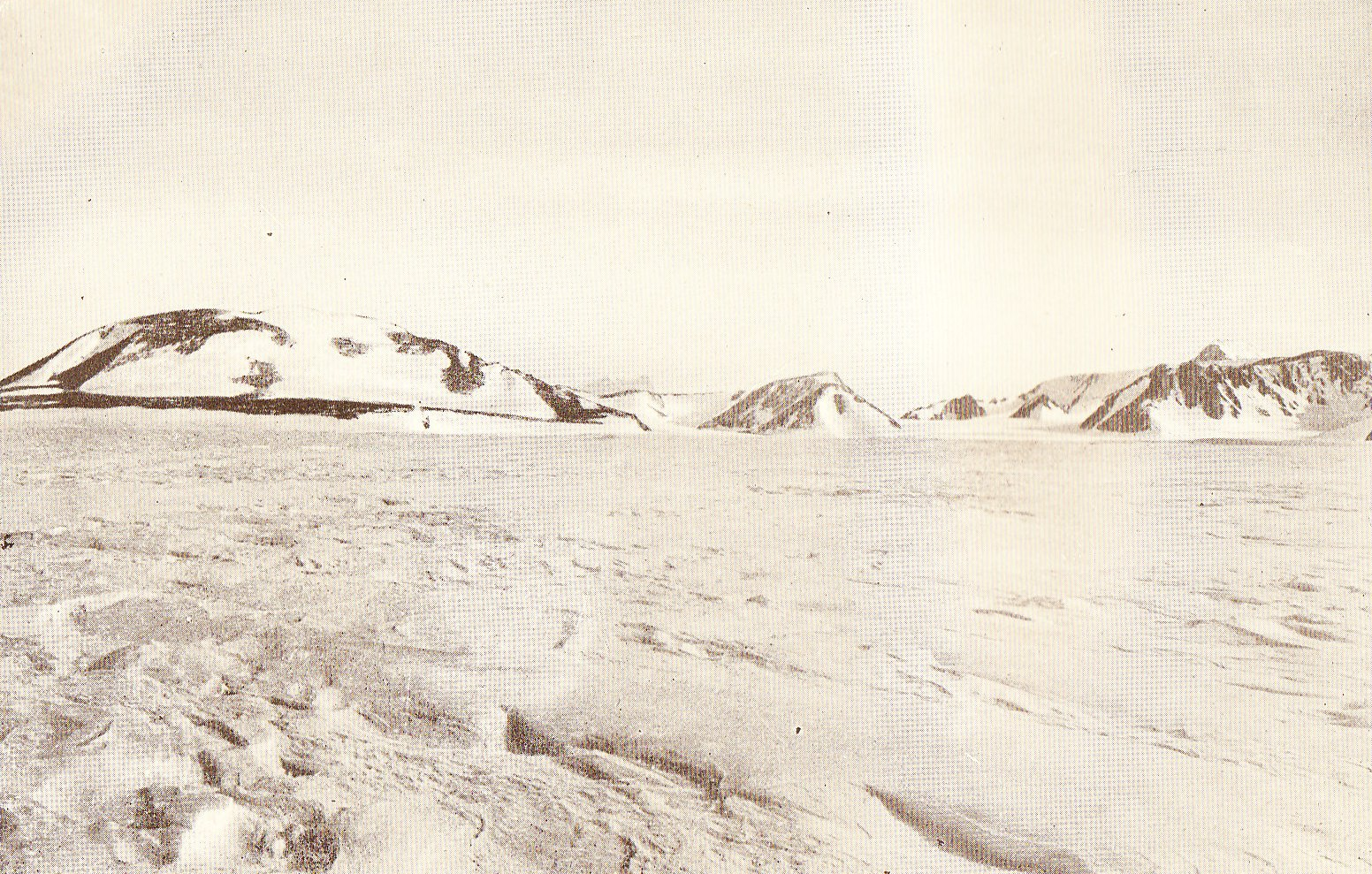
În stânga se află Muntele Speranței, ultimul post de aprovizionare amplasat de grupul de la Marea Ross

Nouă oameni în grupuri de câte trei se vor ocupa de sănii și de câini. Prima etapă, în care proviziile vor fi transportate la Punctul Cabanei prin intermediul mării înghețate, a început la 1 septembrie 1915, fiind gata fără probleme până la sfârșitul lunii. A doua etapă, ce consta în traversarea de la Punctul Cabanei la Minna Bluff de mai multe ori, s-a dovedit a fi mai problematică, cu o vreme nefavorabilă, și cu neînțelegeri între Mackintosh și Joyce. De această dată, Mackintosh a preferat să împingă săniile, pe când Joyce dorea să folosească cei patru câini sănătoși pe care îi aveau, din cei șase care supraviețuiseră - deoarece două cățelușe erau însărcinate. Mackintosh i-a permis lui Joyce să facă ce vrea, astfel el a pornit cu un grup de șase și cu cei patru câini, iar Mackintosh a rămas cu Wild și Spencer-Smith. Metoda lui Joyce s-a dovedit a fi mai eficientă când era vorba de mulțimea proviziilor cărate și de sănătatea și energia oamenilor. Munca s-a încheiat odată ce toate proviziile au fost transportate la Minna Bluff, pe 28 decembrie.
În curând ultima etapă a început, care consta în lungul marș către Muntele Speranței. După scurt timp, pe 1 ianuarie 1916, după ce un aragaz Primus s-a stricat, Cope, Jack și Gaze au fost nevoiți să se întoarcă la Capul Evans, unde l-au întâlnit pe Stevens. Acesta rămăsese la bază pentru a face cercetări în domeniul meteorologiei și a avea grijă de navă. Ceilalți șase au continuat să mărșăluiască spre sud, cu Spencer-Smith bolnav și Mackintosh acuzând o durere agonizantă de genunchi. Ei se chinuiau în continuare, amplasând posturile, și consumând minimum de provizii, făcând ce zicea Joyce, să hrănească câinii cât mai bine: „Ei sunt singura noastră speranță; viețile noastre depind de ei”. Pe cum se apropiau de Muntele Speranței, Spencer-Smith s-a prăbușit, fiind incapabil să continue. Ceilalți l-au lăsat singur într-un cort, continuând drumul pentru a amplasa ultimul post la Muntele Speranței, care se afla la doar câțiva kilometri, terminând treaba pe 26 ianuarie 1916. Acolo, Ernest Wild a lăsat o scrisoare pentru fratele său, care se afla în grupul principal al expediției.

### Întoarcerea
Grupul a început întoarcerea la bază pe 27 ianuarie, luându-l pe Spencer-Smith pe 29. El era total neputincios și a trebuit urcat pe sanie. Mackintosh nu a mai putut în curând să tragă, tot ce făcea fiind să se clatine pe lângă sanie; astfel conducerea grupului a trecut de la el la Joyce și Richards. Joyce a rezumat situația astfel: „Nu am cunoscut niciodată niște condiții așa de șocante. Acesta este unul dintre cele mai cumplite eforturi pe care le-am întâmpinat... tot ce putem să facem e să ne deplasăm cât mai repede posibil.” 

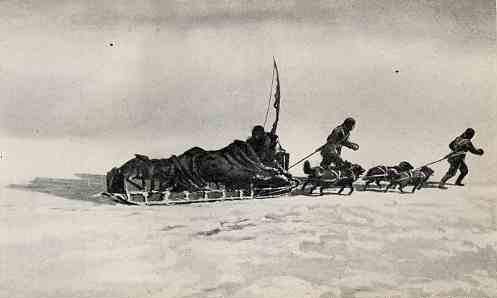
Mackintosh și Spencer-Smith, fiind trași pe sanie de către Joyce și Wild

În ciuda dificultăților pe care le înfruntau grupul avea un progres bun, până când pe 17 februarie, la 16 km de depozitul de la Minna Bluff, un viscol i-a lovit. Ei au rămas în corturile lor pentru cinci zile, timp în care proviziile li s-au terminat. În disperare, au trebuit să părăsească cortul a doua zi, dar în curând s-a dovedit imposibil pentru Mackintosh și Spencer-Smith să continue. Joyce, Richards și Hayward au continuat să meargă înspre depozit, lăsându-i pe bolnavi în grija lui Wild. Aceștia s-au întors cu mâncare și combustibil, iar marșul a reînceput. În scurt timp Mackintosh l-a însoțit pe Spencer-Smith pe sanie, iar după nu mult timp, și Hayward s-a prăbușit. Cei trei oameni încă sănătoși trebuiau să îi care pe cei trei invalizi, astfel pe 8 martie Mackintosh a decis să rămână în cort pentru ca ceilalți doi să fie duși la Punctul Cabanei. O zi mai târziu Spencer-Smith a murit, fiind terminat de scorbut și oboseală, trupul lui fiind înmormântat în gheață. Joyce și Wild au ajuns, împreună cu convalescentul Hayward, la Punctul Cabanei, pe 11 martie, după care s-au întors după Mackintosh. Până pe 16 martie toți supraviețuitorii erau la Punctul Cabanei.
De la începutul transportului proviziilor de la Capul Evans, pe 1 septembrie 1915, până când restul grupului a ajuns la Punctul Cabanei, au trecut 198 de zile, cea mai lungă călătorie cu sania care a fost întreprinsă în oricare altă expediție.

### Moartea lui Mackintosh și Hayward
Cei cinci supraviețuitori s-au repus pe picioare după un regim de carne de focă. Gheața era prea subțire pentru a încerca întoarcerea la Capul Evans, iar monotonia dietei lor și a mediului înconjurător a devenit obositoare. Pe 8 martie Mackintosh a anunțat că vrea să riște și să meargă la Capul Evans, împreună cu Hayward. În ciuda rugăminților tovarășilor lor, au plecat până la urmă și într-o oră au dispărut într-un viscol. Ceilalți au plecat să îi caute după ce viscolul a trecut, dar tot ce au găsit au fost niște urme de pași ce duceau spre niște gheață ruptă. Mackintosh și Hayward nu au mai fost văzuți niciodată. Aceștia ori au căzut în apă prin gheața subțire, ori au fost duși pe o banchiză în larg. Richards, Joyce și Wild au așteptat până la 15 iulie pentru a parcurge drumul până la Capul Evans, unde s-au reunit cu Stevens, Cope, Jack și Gaze, în ciuda unei eclipse parțiale de lună ce le-a redus lumina pe durata traversării.

## Salvarea

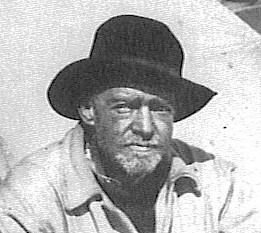
Sir Ernest Shackleton, în timpul Expediției Imperiale Transantarctice

După ce Aurora a ajuns în Noua Zeelandă pe 16 aprilie 1916, Stenhouse a început strângerea de fonduri pentru repararea și consolidarea ei, pentru a se putea întoarce în Antarctica să își aducă tovarășii. Aceasta s-a dovedit dificilă: nu s-a mai auzit nimic de la Shackleton de când Endurance a părăsit Georgia de Sud în decembrie 1914, și se părea că era nevoie de misiuni de salvare pentru amândouă expedițiile. Totuși, contul  Expediției Imperiale Transantarctice era falit, nicio altă sursă evidentă de a strânge bani nefiind disponibilă. Din cauza condițiilor groaznice în care Aurora a ajuns în Noua Zeelandă, contribuitorii erau greu de găsit. În final, guvernământul Australiei, Noii Zeelande și Marii Britanii au acceptat să sponsorizeze împreună repararea Aurorei, dar au impus ca un comitet comun al lor să coordoneze misiunile de salvare.
Pe 31 mai, Shackleton a ajuns în Insulele Falkland cu relatarea scăpării sale după ce Endurance a fost pierdută în Marea Wedell. Principala sa prioritate era să salveze restul grupului, ce era blocat pe Insula Elefantului, ajungând pe la sfârșitul lui decembrie în Noua Zeelandă. Era prea târziu să organizeze o misiune de salvare pentru grupul de la Marea Ross; iar comitetul comun al celor trei state l-au numit pe John King Davis ca și comandant al misiunii, înlăturându-i pe Stenhouse și pe restul ofițerilor de pe Aurora. Davis era un veteran din recenta Expediție Antarctică Australiană a lui Douglas Mawson, refuzând cererile lui Shackleton din 1914 de a fi comandantul lui Endurance sau a Aurorei. Ca și mulțumiret, lui Shackleton i s-a permis să navigheze ca un ofițer suplimentar când nava a plecat pe 20 decembrie. Pe 10 ianuarie 1917, când Aurora a ajuns la Capul Evans, supraviețuitorii erau uimiți să îl vadă pe Shackleton îndreptându-se spre ei; realizând inutilitatea muncii depuse. După încă o săptămână pierdută în căutarea trupurilor lui Mackintosh și Hayward, Aurora a întors spre nord, având la bord pe cei șapte supraviețuitori ai grupului original.

## Consecințe
Cabanele rămase de la expedițiile Discovery și Terra Nova sunt protejate de Antarctic Heritage Trust și de guvernul Noii Zeelande. Pe cabana de la Capul Evans se mai poate vedea o inscripție a lui Richards cu numele celor morți, dar starea în care se află aceasta este îngrijorătoare.
Aurora nu a supraviețuit mai mult de un an, deoarece Shackleton a vândut-o cu £10.000, iar noul ei rol era să transporte cărbuni între Australia și America de Sud. Ea a dispărut în Oceanul Pacific, pe aproximativ 2 ianuarie 1918, fiind ori scufundată într-o furtună ori atacată și distrusă. La bordul acesteia se afla James Paton din echipa de pe nava grupului, care încă servea ca șef de echipaj. Ernest Wild a fost o victimă a Primului Război Mondial. A murit de febră tifoidă în Malta, pe 10 martie 1918, când era în serviciul Marinei Regale în Marea Mediterană.
Pe 4 iulie 1923, Joyce și Richards au primit două Medalii Albert de la regele George al V-lea pentru curajul lor în timpul celui de-al doilea sezon. Hayward a primit aceeași medalie, postmortem. Majoritatea supraviețuitorilor au avut parte de cariere lungi și minunate. Tânărul operator radiotelegrafist Lionel Hooke, a aderat la Amalgamated Wireless Australasia Ltd, fiind responsabil pentru mai multe descoperiri în domeniul tehnologic. El a devenit directorul general al companiei în 1945 și șeful acesteia, în 1962. Dintre câinii care au supraviețuit, Con a fost ucis într-o luptă, înainte de a putea fi salvat. Ceilalți, Oscar, Gunner și Towser, s-au întors cu nava ce mergea în Noua Zeelandă și au fost transferați la Grădina Zoologică din Wellington, unde Oscar a trăit până la 25 de ani. Aproape de sfârșitul vieții, Dick Richards, ultimul supraviețuitor al expediției, a spus că a meritat ce a făcut și că nu a fost în zadar. De fapt, el credea că era ceva ce spiritul uman a realizat, și că orice lucru a făcut până a ajuns la această concluzie nu a fost fără folos.